# Chacun sa nuit
Pour plus de détails, voir Fiche technique et Distribution.
Chacun sa nuit est un film franco-danois réalisé par Jean-Marc Barr et Pascal Arnold, sorti le 20 septembre 2006.

## Synopsis
Pierre et Lucie sont frère et sœur. Ils sont étudiants, ont un groupe de rock avec leurs amis d’enfance : Sébastien, Nicolas et Baptiste. Ils vivent entre tout ça et leurs histoires d'amour...
Le père de Pierre et Lucie est mort dans un accident de moto alors qu’ils étaient enfants, Pierre veut une moto, Lucie a peur. Un soir, Pierre disparaît, Lucie et sa mère sont folles d’inquiétude.
Son corps finit par être retrouvé par la police, il a été battu à mort… La police ne trouve pas de piste et l'enquête piétine. Lucie veut à tout prix connaître la vérité alors elle mène sa propre enquête aidée de ses trois amis Sébastien, Nicolas et Baptiste...

## Fiche technique
- Réalisation : Jean-Marc Barr et Pascal Arnold
- Scénario : Pascal Arnold
- Directeur de la photographie : Jean-Marc Barr
- Décor : Serge Borgel
- Costumes : Mimi Lempicka et Antigone Schilling
- Ingénieur du son : Pascal Armant
- Monteuse son : Agnès Ravez
- Montage : Chantal Hymans
- Musique : Irina Decermic
- Mixage : Thierry Delor
- Maquilleuse : Catherine Bruchon
- Producteurs : Pascal Arnold, Jean-Marc Barr, Lene Borglum, Vibeke Windelov
- Sociétés de production : Toloda, Zentropa Entertainments et Liberator Productions
- Société de distribution : la Fabrique de films
- Pays de production :  France /  Danemark
- Langue : français
- Image : couleur
- Genre : drame
- Durée : 95 minutes
- Interdit aux moins de 12 ans
- Date de sortie en salle : 20 septembre 2006 (France)

## Distribution
- Lizzie Brocheré : Lucie
- Arthur Dupont : Pierre
- Pierre Perrier : Sébastien
- Karl E. Landler (en) : Paul
- Valérie Mairesse : Agnès, la mère de Pierre et Lucie
- Nicolas Nollet : Baptiste
- Guillaume Baché : Nicolas
- Jean-Christophe Bouvet : Vincent Sylvaire
- Matthieu Boujenah : Damien
- Pierre Béziers : le lieutenant de police
- Guillaume Gouix : Romain, le skinhead